# Poppo (Friesland)

Die friesischen Wohlgebiete um 716, hier jedoch, verälteter Ansichten entsprechend, fälsichlich als Großfriesisches Reich angedeutet.

Poppo († 734), auch als Popo, Bubo oder Bobbo bekannt, war möglicherweise der letzte Kleinkönig der Friesen (Herrschaftszeit bis 734), dessen Herrschaftsbereich sich vermutlich auf Westfriesland beschränkt hat. Poppos Tod in der Schlacht an der Boorne markiert das Ende des Königreichs Friesland, obwohl er in den Quellen lediglich als Heeresanführer (dux) bezeichnet wird. Dass Poppo, wie man früher meinte, als Nachfolger des 719 verstorbenen König Radbod galt, dessen Herrschaftsbereich sich auf die Provinzen Holland und Utrecht erstreckte, wird heute angezweifelt. Es ist auch ungewiss, ob sich Radbods Königreich jemals auf die Gebiete östlich der Vlie ausgedehnt hat.
Der Wohngebiet der Friesen erstreckte sich über einen engen Küstenstreifen an der Nordsee von das Zwin bei Brügge, über das Rhein-Maas-Delta bis zur Weser sowie auf einige Flussmarschen im Hinterland. Das kulturelle Kerngebiet befand sich zwischen dem heutigen IJsselmeer und der Ems.
Der friesische König Radbod hatte gegen die benachbarten Franken Krieg geführt. In der Schlacht bei Wijk bij Duurstede an den Ufern des Rheins unterlag er dem Herrscher des Frankenreiches Pippin dem Mittleren und musste sich vorübergehend unter die fränkische Oberherrschaft stellen. In den fränkisch beherrschten Gebieten setzte ab 690 die Missionierung der heidnischen Friesen durch Willibrord ein.
Nach dem Tod von Pippin dem Mittleren sammelte Radbod seine Truppen und sicherte 716 die Herrschaft über sein Reich in einer Schlacht gegen den fränkischen Hausmeier Karl Martell, wobei er vermutlich auch Unterstützung aus Westfriesland bekam. Radbod starb 719. Nach seinem Tod setzten die Franken zur Rückeroberung des westlichen Frieslands an und bereits 720 waren alle vormals friesischen Landesteile westlich der Vlie wieder in fränkischer Hand.
734 entsandte Karl Martell seine Truppen nach Westfriesland und es kam zur Schlacht an der Boorne, in der die Franken die friesischen Truppen vernichtend schlagen konnten. Poppo fand in der Schlacht den Tod und die Franken annektierten auch das friesische Gebiet zwischen der Vlie und der Lauwers.
Die Friesen östlich der Lauwers und zeitweise auch die aus Oostergo widersetzten sich noch ein halbes Jahrhundert lang der fränkischen Herrschaft und der Christianisierung. Von einem Königreich war jedoch keine Rede mehr.
| Personendaten    | Personendaten                      |
| ---------------- | ---------------------------------- |
| NAME             | Poppo                              |
| KURZBESCHREIBUNG | König der Friesen                  |
| GEBURTSDATUM     | 7. Jahrhundert oder 8. Jahrhundert |
| STERBEDATUM      | 734                                |